# Langdon Winner
Pour les articles homonymes, voir Winner.
 (avril 2024).
La mise en forme du texte ne suit pas les recommandations de Wikipédia : il faut le « wikifier ».
Les points d'amélioration suivants sont les cas les plus fréquents. Le détail des points à revoir est peut-être précisé sur la page de discussion.
- Les titres sont pré-formatés par le logiciel. Ils ne sont ni en capitales, ni en gras.
- Le texte ne doit pas être écrit en capitales (les noms de famille non plus), ni en gras, ni en italique, ni en « petit »…
- Le gras n'est utilisé que pour surligner le titre de l'article dans l'introduction, une seule fois.
- L'italique est rarement utilisé : mots en langue étrangère, titres d'œuvres, noms de bateaux, etc.
- Les citations ne sont pas en italique mais en corps de texte normal. Elles sont entourées par des guillemets français : « et ».
- Les listes à puces sont à éviter, des paragraphes rédigés étant largement préférés. Les tableaux sont à réserver à la présentation de données structurées (résultats, etc.).
- Les appels de note de bas de page (petits chiffres en exposant, introduits par l'outil «  Source ») sont à placer entre la fin de phrase et le point final[comme ça].
- Les liens internes (vers d'autres articles de Wikipédia) sont à choisir avec parcimonie. Créez des liens vers des articles approfondissant le sujet. Les termes génériques sans rapport avec le sujet sont à éviter, ainsi que les répétitions de liens vers un même terme.
- Les liens externes sont à placer uniquement dans une section « Liens externes », à la fin de l'article. Ces liens sont à choisir avec parcimonie suivant les règles définies. Si un lien sert de source à l'article, son insertion dans le texte est à faire par les notes de bas de page.
- La présentation des références doit suivre les conventions bibliographiques. Il est recommandé d'utiliser les modèles {{Ouvrage}}, {{Chapitre}}, {{Article}}, {{Lien web}} et/ou {{Bibliographie}}. Le mode d'édition visuel peut mettre en forme automatiquement les références.
- Insérer une infobox (cadre d'informations à droite) n'est pas obligatoire pour parachever la mise en page.

Pour une aide détaillée, merci de consulter Aide:Wikification.
Si vous pensez que ces points ont été résolus, vous pouvez retirer ce bandeau et améliorer la mise en forme d'un autre article.
Langdon Winner (né le 7 août 1944) est titulaire de la chaire Thomas Phelan de sciences humaines et sociales du département d'études scientifiques et technologiques du Rensselaer Polytechnic Institute à Troy, New York.

## Biographie
Cette section ne s'appuie pas, ou pas assez, sur des sources secondaires ou tertiaires indépendantes du sujet. Le texte peut contenir des analyses inexactes ou inédites de sources primaires.
Pour l'améliorer, ajoutez-en, ou placez des modèles {{Source secondaire souhaitée}} ou {{Source secondaire nécessaire}} sur les passages mal sourcés. (avril 2024)
Langdon Winner est né à San Luis Obispo en Californie. Il a obtenu son baccalauréat en 1966, son master en 1967 et son doctorat en 1973, tous en sciences politiques à l'Université de Californie à Berkeley. Son sujet principal était la théorie politique.
Il a été professeur à Leiden, au MIT, à l'Université de Californie (Los Angeles) et à l'Université de Californie (Santa Cruz) . Depuis 1985, il travaille à l'Institut Polytechnique Rensselaer ; il a été professeur invité au Harvey Mudd College (2000) et à l'Université Colgate (2001). En 2010, il était doté de la bourse Fulbright et visitait l'Université Complutense de Madrid.
Winner vit dans le nord de l'État de New York. Il est marié à Gail P. Stuart et a trois enfants. Ses intérêts comprennent la science, la technologie, la culture populaire américaine et les théories de la durabilité.
Winner est connu pour ses articles et livres sur la science, la technologie et la société. Il a également passé plusieurs années en tant que journaliste, critique de musique rock et rédacteur contributeur du magazine Rolling Stone.

## Technologie et politique
En 1980, Winner a proposé que les technologies incarneraient les relations sociales, c'est-à-dire le pouvoir. En se demandant « Les artefacts ont-ils une dimension politique ? », Winner identifie deux manières par lesquelles les objets peuvent avoir une dimension politique. La première, qui implique les arrangements techniques et l’ordre social, concerne la façon dont l’invention, la conception ou l’agencement d’artefacts ou du système plus large devient un mécanisme permettant de régler les affaires d’une communauté. Cette méthode « transcende les simples catégories d' "intentionnel" et de "non intentionnel" », représentant « des cas dans lesquels le processus même de développement technique est si profondément biaisé dans une direction particulière qu'il produit régulièrement des résultats présentés comme de merveilleuses percées par certains intérêts sociaux et les revers écrasants des autres » (Winner, p. 25-6, 1999). Cela implique que le processus de développement technologique est essentiel pour déterminer la dimension politique d’un artefact ; d’où l’importance d’y intégrer toutes les parties prenantes. (Déterminer qui sont les parties prenantes et comment les intégrer est une tout autre question.)
La deuxième façon dont les artefacts peuvent avoir une dimension politique fait référence aux artefacts qui sont en corrélation avec des types particuliers de relations politiques, que Winner qualifie d’artefacts intrinsèquement politiques (Winner, p. 22, 1999). Il distingue deux types d’artefacts intrinsèquement politiques : ceux qui nécessitent un système sociologique particulier et ceux qui sont fortement compatibles avec un système sociologique particulier (Winner, p. 29, 1999). Une autre distinction est faite entre les conditions internes au fonctionnement d'un système technique donné et celles qui lui sont externes (Winner, p. 33, 1999). Cette deuxième façon dont les artefacts peuvent avoir une dimension politique peut être articulée en quatre « types » d'artefacts : ceux qui nécessitent un système sociologique interne particulier, ceux qui sont compatibles avec un système sociologique interne particulier, ceux qui nécessitent un système sociologique externe particulier et ceux qui compatibles un système sociologique externe particulier.
Certaines caractéristiques de la thèse de Winner ont été critiquées par d'autres chercheurs, dont Bernward Joerges.

## Musique
Winner a participé au piano et aux chœurs sur l'album canular The Masked Marauders créé par Rolling Stone.  Il a également joué du piano sur " Church Key " de The Revels,. Langdon Winner est aussi remarquable pour avoir écrit une critique négative de l'un des albums les plus acclamés par la critique des années 1970, After the Gold Rush de Neil Young.

## Critique des technologies éducatives
Au fil des années, l'une des principales critiques de Winner s'est portée sur le sujet de l'utilisation excessive des technologies en classe, tant dans les écoles primaires et secondaires que dans l'enseignement supérieur. La critique de Winner est expliquée en détail dans son article « Information Technology and Educational Amnesia » et exprimée dans sa conférence satirique « The Automatic Professor Machine ».

## Articles choisis
- "Do Artifacts Have Politics?" in Daedalus, Vol. 109, No. 1, Winter 1980. Reprinted in The Social Shaping of Technology, edited by Donald A. MacKenzie and Judy Wajcman (London: Open University Press, 1985; second edition 1999). Also adapted in Winner's book The Whale and the Reactor: A Search for Limits in an Age of High Technology, University of Chicago Press, 1986.
- "Engineering Ethics and Political Imagination," in Broad and Narrow Interpretations of Philosophy of Technology, edited by Paul T. Durbin (Dordrecht: Springer Netherlands, 1990), pp. 53–64.
- "Social Constructivism: Opening the Black Box and Finding It Empty," Science as Culture, Vol. 3, Issue 3, 1993, pp. 427–452.
- "How Technology Reweaves the Fabric of Society," The Chronicle of Higher Education, 39, Issue 48, August 4, 1993, pp. B1-B3.
- "Sow's Ears from Silk Purses: The Strange Alchemy of Technological Visionaries," in Technological Visions: The Hopes and Fears that Shape New Technologies, edited by Marita Sturken, Douglas Thomas and Sandra J. Ball-Rokeach (Temple University Press, Philadelphia, 2004), pp. 34–47.

## Livres choisis
- Autonomous Technology: Technics-out-of-Control as a Theme in Political Thought, M.I.T. Press, 1977.  (ISBN 978-0262730495)The Whale and the Reactor: A Search for Limits in an Age of High Technology, University of Chicago Press, 1986. Traduit en français aux éditions LIBRE (2e éd.) en 2020 sous le nom La Baleine et le Réacteur : À la recherche de limites au temps de la haute technologie  (ISBN 978-0226902111)Technology and Democracy, (editor), Dordrecht and Boston: Reidel/Kluwer, 1992.
- Technology and Democracy: Technology in the Public Sphere, co-edited with Andrew Feenberg and Torben Hviid Nielsen, Oslo: Center for Technology and Culture, 1997.